# Герб Ганы
Герб Ганы представляет собой лазоревый щит, разделённый на четыре части окаймлённым золотом зелёным крестом, обременённым золотым леопардом (шествующим впрям смотрящим львом). В первой четверти — золотой церемониальный меч, известный как окуямэ; во второй — золотой замок, стоящий на основании из двух серебряных волнистых узких поясов; в третьей — дерево какао натурального цвета с зелёной кроной на земле той же финифти; в четвёртой — золотой рудник на серебряной земле.
В навершие чёрная пятиконечная звезда, окаймлённым золотом. Под звездой бурелет цветов национального флага Ганы: красного, зелёного и золотого. Щит держат два золотых беркута с латами натурального цвета, на шее у которых висит по чёрной звезде на ленте цветов флага. Беркуты опираются на ленту, содержащую девиз Ганы: «Свобода и Правосудие» (англ. Freedom and Justice).

## Символика
Крест святого Георгия с золотым львом символизирует близкие отношения Ганы к Содружеству наций и Соединённому Королевству. Меч является символом правительства, замок — это президентский дворец в Аккре в Гвинейском заливе, дерево какао призвано символизировать сельскохозяйственные богатства Ганы, золотой рудник — богатство природных ресурсов страны.
Чёрная, окаймлённая золотом, звезда — символ свободы Африки.